# カピパラ
カピパラ（1986年1月7日 - ）は日本のお笑いタレント、鍼灸師。愛称はカピ、カピさん。タレント活動に加えて、「長田英」名義でAman治療院の院長としても活動している。中学校の同級生に元ハンドボール選手の佐藤智仁がいる。
愛知県出身。浅井企画所属。愛知大学卒業。

## 略歴・概説
- 2007年、愛知大学在籍中より現事務所で活動開始
- テレビ出演時はサングラスがトレードマークである
- 持ちネタは主にツボ漫談
- 2015年より学芸大学にてaman治療院を開業した。開院に際しては「笑いのツボを極めようとして8年たどり着いた先が健康に効くツボでした。」とのコメントを寄せた[1]
- 治療院の名は事務所の先輩芸人天野ひろゆき（キャイ〜ン）からとられている
- 2013年にはテレビ番組の企画で天野ひろゆき（キャイ〜ン）にドッキリを仕掛け、天野の結婚できない理由を暴き出した[2]
- その後、食事会をセッティングし、天野ひろゆきに現在の妻である荒井千里（フリーアナウンサー）を紹介した。[3]

## 出演

### テレビ番組
- ぬけがけ御法度クラブ（フジテレビ）
- 5LDK（フジテレビ）
- 人志松本の○○な話（フジテレビ）
- スッキリ（日本テレビ）
- おしゃれイズム（日本テレビ）
- ストライクTV（テレビ朝日）
- アメトーーク！（テレビ朝日）

### ラジオ番組
- キャイ〜ンのクダラン（文化放送）

- キャイ〜ンのタマラン（文化放送）

- キャイ〜ンのガクラン（文化放送）

・我が家はパラダイス(FM世田谷メインパーソナリティ)他　北野克也　我妻三輪子

### ネット番組
- ウドちゃん！げんちゃん！ツイキャスちゃん！！（TwitCasting）